# Ментално здравље избеглица и миграната (књига)
Ментално здравље избеглица и миграната  је књига чији су аутори Јована Бјекић, Маша Вукчевић-Марковић, Милутин Врачевић и Наташа Тодоровић, објављена 2019. године у издању Црвеног крста из Београда.

## О ауторима
- Јована Бјекић (1988) - Доктор психолошких наука и научни сарадник на Институту за медицинска истраживања Универзитета у Београду.[2] Аутор је већег броја истраживања о менталном здрављу избеглица у Србији и један од оснивача удружења Мрежа психосоцијалних иновација (ПИН).[3]
- Маша Вукчевић-Марковић (1985) - Научни сарадник на Одељењу за психологију, Филозофског факултета, Универзитета у Београду.[4] Доктор је психолошких наука, као и психотерапеут. Руководилац већег броја пројеката усмерених на пружање услуга менталног здравља и психосоцијалне подршке избеглицама, аутор већег броја истраживања о менталном здрављу, оснивач и председник удружења Мрежа психосоцијалних иновација (ПИН).[3]
- Милутин Врачевић (1971) - Запослен у Здравству и заштити Црвеног крста Србије. Бави се истраживањем у области психијатрије, геријатрије и епидемиологије.[5] Доктор је медицине, мастер из јавног здравља, Аутор је многобројних истраживања на тему старења и старости и насиља над старијима.[3]
- Наташа Тодоровић (1968) - Стручна сарадница Црвеног крста Србије и председница Мреже ХУМАНАС.[6] Дипломирани је психолог, мастер из јавног здрављаа, аутор многобројних истраживања на тему старења и старости и насиља над старијима.[3]

## О књизи
Књига "Ментално здравље избеглица и миграната” представља резултате истраживања које је спровео Црвени крст Србије у партнерству са Мрежом психосоцијалних иновација (ПИН), а уз подршку Међународне федерације Друштава Црвеног крста и Црвеног полумесеца и Норвешког Црвеног крста.
Избеглице и мигранти представљају посебно рањииву групу када је реч о тешкоћама и поремећајима менталног здравља који су један од водећих глобалних проблема јавног здравља. Трауматична искустава како у земљи порекла тако и током пута, као и све тешкоће са којима се суочавају у земљи трајног или привременог боравка представљају значајне факторе ризика за проблеме и тешкоће у домену менталног здравља.
Црвени крст Србије у склопу својих редовних активности и програма усмерених на подршку избеглицама и мигрантима спрововео је иницијалну процену менталног здравља. Циљ ове процене био је идентификација оних корисника којима је потребна додатна подршка као и са циљем прилагођавања програма спрам популационих показатеља о психолошкој вулнерабилности корисника на различитим локацијама у Србији.
У периоду од децембра 2018. до фебруара 2019. године, на узорку од преко 200 корисника, спроведено је прикупљање података, а резултати испитивања показују
следеће:
- 72.5%  избеглица и миграната је психолошки угрожено,
- Код 14.2% избеглица и мигранатата су доминантне тешкоће са којима се суочавају симптоми пост трауматског стреса,
- Код 28.6% избеглица и миграната је уочена депресијеа,
- Код 18.9% избеглица и миграната је уочена анксиозност,
- Код 48.0% избеглица и миграната се јављају акутни знаци узнемирености и других психолошких тегоба.

Аутори књиге истичу да је неопходно обезбедити доступност психолошке процене при добијању азила, адекватно праћење здравља расељених дуж читаве мигрантске руте, омогућити обуку из прве психолошке помоћи свима који раде са овим рањивим групама, као и обезбеђивање програма за едукацију миграната/киња и избеглица, како се ојачала њихова знања и вештине.